# Languilla
Languilla è un comune spagnolo di 84 abitanti (nel 2024), situato nella comunità autonoma di Castiglia e León. Confina con la Provincia di Soria.